# سابرينا فوينا
سابرينا مانيكا-فوينا (من مواليد 4 يونيو 2007) هي لاعبة جمباز فني رومانية، مثلت رومانيا في دورة الألعاب الأولمبية الصيفية 2024، ساعدت سابرينا الفريق الروماني في الوصول للمركز السابع في منافسات الفرق. تأهلت بشكل فردي إلى نهائيات عارضة التوازن وحركات الأرضية، في حدث نهائي عارضة التوازن سقطت من على الجهاز مرتين حصلت على المركز الثامن. خلال نهائي حركات الأرضية سجلت سابرينا 13.700 نقطة واحتلت المركز الرابع في البداية بعد خسارتها في كسر التعادل في درجة التنفيذ مع مواطنتها آنا باربوسو، حيث تم استبعادها بدعوى خروجها من السجادة، وهو ما لم تؤكده لقطات الفيديو والصور. ولكن بعد الاستئناف الذي تقدم به فريق الولايات المتحدة الأمريكية، حصلت جوردان تشيليز، التي كانت في الأصل في المركز الخامس، على درجة أعلى والميدالية البرونزية. في 10 أغسطس 2024 ألغت محكمة التحكيم الرياضية استئناف الأمريكيين، ولكن تم رفض طلب سابرينا فوينا أيضًا وبالتالي أعاد الاتحاد الدولي للجمباز الترتيب الأصلي، مما أدى إلى احتلال باربوسو المركز الثالث، وفوينا المركز الرابع، وتشيليز المركز الخامس.
وهي ابنة لاعبة الجمباز السابقة الرومانية كاميليا فوينا التي مثلت رومانيا في الجمباز الفني للسيدات وفازت بالميدالية الفضية في حدث الفريق في دورة الألعاب الأولمبية الصيفية 1988 في سيول.